# Hôtel Lafont

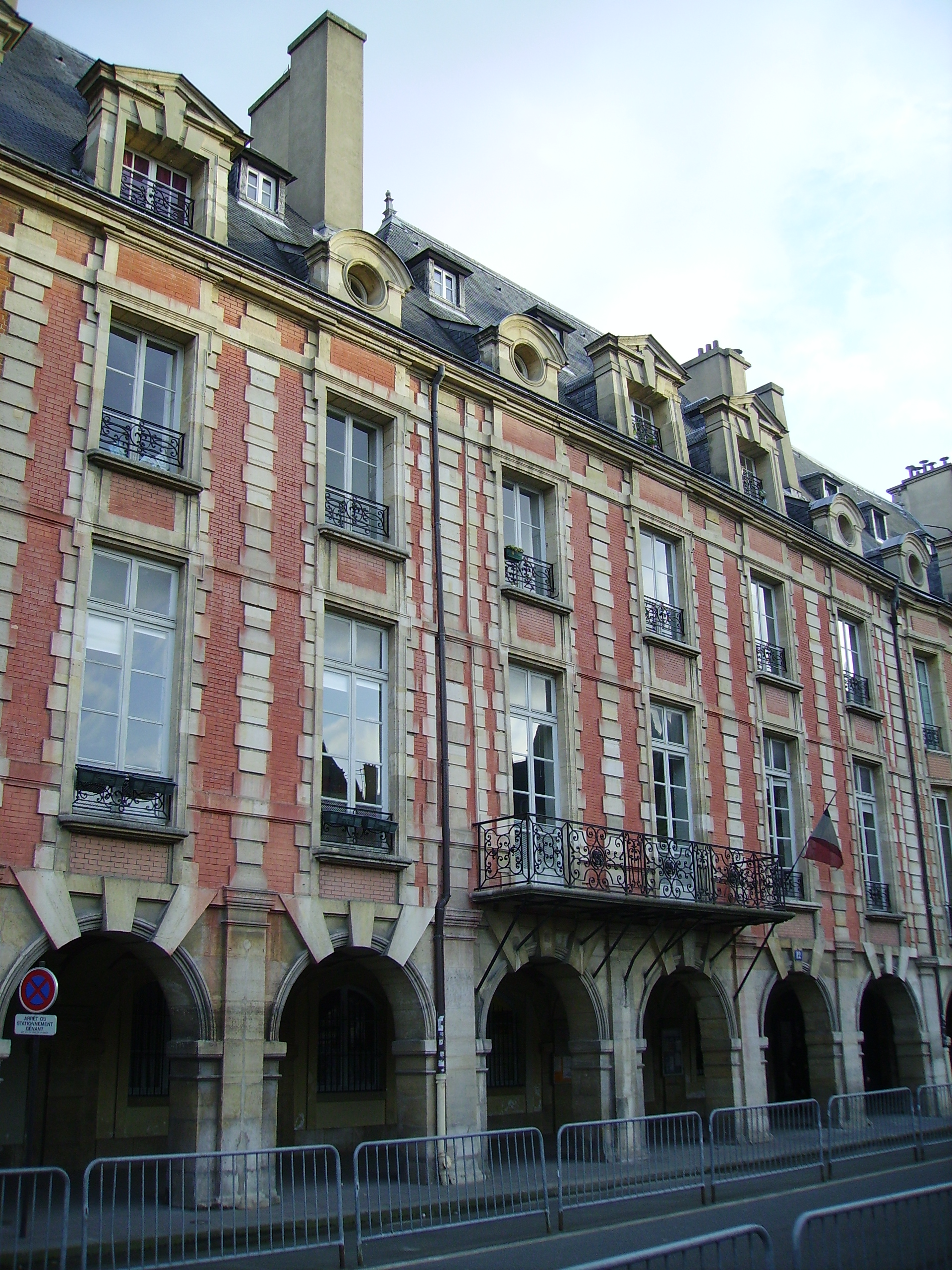
Hôtel Lafont

Hôtel Lafont (též Hôtel de Castille, Hôtel de Breteuil, Hôtel Dangeau, Hôtel de Missan nebo Hôtel de Sainson) je městský palác v Paříži. Nachází se v historické čtvrti Marais na náměstí Place des Vosges. Palác je v majetku města Paříže.

## Umístění
Hôtel Lafont má číslo 12 na náměstí Place des Vosges. Nachází se na východní straně náměstí ve 4. obvodu.

## Historie
Palác nechal postavit v letech 1606–1607 finanční kontrolor Pierre de Castille. Dům získal v roce 1645 vrchní správce pošt Jérôme de Nouveau. Od roku 1678 zde bydlel Philippe de Courcillon markýz de Dangeau, který organizoval hry pro pobavení královského dvora ve Versailles. V roce 1706 koupil dům Louis-Nicolas Le Tonnelier de Breteuil, který zastával u dvora funkci uvaděče vyslanců a princů před krále. Ten nechal na fasádě v roce 1711 pořídit balkón. V roce 1852 koupilo dům město Paříž a zřídilo zde chlapeckou školu, která byla v roce 1891 změněna na mateřskou školu.
Palác je od roku 1954 chráněn jako historická památka.